# Liste des matchs de l'équipe d'Algérie de handball par adversaire
Cet article présente une liste non exhaustive des matchs de l'Équipe d'Algérie masculine de handball par adversaire dans les matches officiels seulement en Championnat d'Afrique, Jeux africains, Jeux méditerranéens, Jeux de la solidarité islamique, Championnat du monde et Jeux olympiques d'été (y compris les qualifications pour les Jeux olympiques).

## Liste des matchs contre les sélections actuelles
Mis à jour le 28 janvier 2025

## A

### Afrique du Sud
| Rencontres | Victoires | Nuls | Défaites | Buts pour | Buts contre | Différence |
| ---------- | --------- | ---- | -------- | --------- | ----------- | ---------- |
| 3          | 3         | 0    | 0        | 108       | 37          | +71        |

### Albanie
| Rencontres | Victoires | Nuls | Défaites | Buts pour | Buts contre | Différence |
| ---------- | --------- | ---- | -------- | --------- | ----------- | ---------- |
| 2          | 2         | 0    | 0        | 86        | 17          | +69        |

### Allemagne
| Rencontres | Victoires | Nuls | Défaites | Buts pour | Buts contre | Différence |
| ---------- | --------- | ---- | -------- | --------- | ----------- | ---------- |
| 7          | 0         | 0    | 7        | 151       | 221         | -70        |

### Angola
| Rencontres | Victoires | Nuls | Défaites | Buts pour | Buts contre | Différence |
| ---------- | --------- | ---- | -------- | --------- | ----------- | ---------- |
| 15         | 10        | 1    | 4        | 416       | 344         | +72        |

### Arabie saoudite
| Rencontres | Victoires | Nuls | Défaites | Buts pour | Buts contre | Différence |
| ---------- | --------- | ---- | -------- | --------- | ----------- | ---------- |
| 6          | 4         | 0    | 2        | 140       | 141         | -1         |

### Argentine
| Rencontres | Victoires | Nuls | Défaites | Buts pour | Buts contre | Différence |
| ---------- | --------- | ---- | -------- | --------- | ----------- | ---------- |
| 3          | 2         | 1    | 0        | 77        | 62          | +15        |

### Australie
| Rencontres | Victoires | Nuls | Défaites | Buts pour | Buts contre | Différence |
| ---------- | --------- | ---- | -------- | --------- | ----------- | ---------- |
| 2          | 2         | 0    | 0        | 66        | 33          | +33        |

### Autriche
| Rencontres | Victoires | Nuls | Défaites | Buts pour | Buts contre | Différence |
| ---------- | --------- | ---- | -------- | --------- | ----------- | ---------- |
| 1          | 0         | 0    | 1        | 26        | 41          | -15        |

### Azerbaïdjan
| Rencontres | Victoires | Nuls | Défaites | Buts pour | Buts contre | Différence |
| ---------- | --------- | ---- | -------- | --------- | ----------- | ---------- |
| 1          | 1         | 0    | 0        | 35        | 22          | +13        |

## B

### Bahreïn
| Rencontres | Victoires | Nuls | Défaites | Buts pour | Buts contre | Différence |
| ---------- | --------- | ---- | -------- | --------- | ----------- | ---------- |
| 1          | 0         | 0    | 1        | 26        | 29          | -3         |

### Bénin
| Rencontres | Victoires | Nuls | Défaites | Buts pour | Buts contre | Différence |
| ---------- | --------- | ---- | -------- | --------- | ----------- | ---------- |
| 1          | 1         | 0    | 0        | 29        | 10          | +19        |

### Bulgarie
| Rencontres | Victoires | Nuls | Défaites | Buts pour | Buts contre | Différence |
| ---------- | --------- | ---- | -------- | --------- | ----------- | ---------- |
| 2          | 0         | 0    | 2        | 26        | 37          | -11        |

### Brésil
| Rencontres | Victoires | Nuls | Défaites | Buts pour | Buts contre | Différence |
| ---------- | --------- | ---- | -------- | --------- | ----------- | ---------- |
| 4          | 2         | 2    | 0        | 96        | 90          | +6         |

### Burkina Faso
| Rencontres | Victoires | Nuls | Défaites | Buts pour | Buts contre | Différence |
| ---------- | --------- | ---- | -------- | --------- | ----------- | ---------- |
| 3          | 3         | 0    | 0        | 82        | 58          | +24        |

## C

### Cap-Vert
| Rencontres | Victoires | Nuls | Défaites | Buts pour | Buts contre | Différence |
| ---------- | --------- | ---- | -------- | --------- | ----------- | ---------- |
| 2          | 2         | 0    | 0        | 57        | 49          | +8         |

### Cameroun
| Rencontres | Victoires | Nuls | Défaites | Buts pour | Buts contre | Différence |
| ---------- | --------- | ---- | -------- | --------- | ----------- | ---------- |
| 14         | 13        | 0    | 1        | 357       | 263         | +94        |

### Chili
| Rencontres | Victoires | Nuls | Défaites | Buts pour | Buts contre | Différence |
| ---------- | --------- | ---- | -------- | --------- | ----------- | ---------- |
| 1          | 0         | 1    | 0        | 28        | 30          | -2         |

### Congo
| Rencontres | Victoires | Nuls | Défaites | Buts pour | Buts contre | Différence |
| ---------- | --------- | ---- | -------- | --------- | ----------- | ---------- |
| 14         | 14        | 0    | 0        | 373       | 253         | +120       |

### Corée du Sud
| Rencontres | Victoires | Nuls | Défaites | Buts pour | Buts contre | Différence |
| ---------- | --------- | ---- | -------- | --------- | ----------- | ---------- |
| 3          | 0         | 0    | 3        | 66        | 87          | -21        |

### Côte d'Ivoire
| Rencontres | Victoires | Nuls | Défaites | Buts pour | Buts contre | Différence |
| ---------- | --------- | ---- | -------- | --------- | ----------- | ---------- |
| 12         | 11        | 0    | 1        | 326       | 232         | +94        |

### Croatie
| Rencontres | Victoires | Nuls | Défaites | Buts pour | Buts contre | Différence |
| ---------- | --------- | ---- | -------- | --------- | ----------- | ---------- |
| 7          | 1         | 0    | 6        | 156       | 208         | -52        |

### Cuba
| Rencontres | Victoires | Nuls | Défaites | Buts pour | Buts contre | Différence |
| ---------- | --------- | ---- | -------- | --------- | ----------- | ---------- |
| 4          | 1         | 2    | 1        | 99        | 93          | +6         |

## D

### Danemark
| Rencontres | Victoires | Nuls | Défaites | Buts pour | Buts contre | Différence |
| ---------- | --------- | ---- | -------- | --------- | ----------- | ---------- |
| 7          | 1         | 0    | 6        | 141       | 202         | -61        |

### Djibouti
| Rencontres | Victoires | Nuls | Défaites | Buts pour | Buts contre | Différence |
| ---------- | --------- | ---- | -------- | --------- | ----------- | ---------- |
| 1          | 1         | 0    | 0        | 41        | 8           | +33        |

## E

### Égypte
| Rencontres | Victoires | Nuls | Défaites | Buts pour | Buts contre | Différence |
| ---------- | --------- | ---- | -------- | --------- | ----------- | ---------- |
| 43         | 13        | 5    | 25       | 916       | 999         | -83        |

### Espagne
| Rencontres | Victoires | Nuls | Défaites | Buts pour | Buts contre | Différence |
| ---------- | --------- | ---- | -------- | --------- | ----------- | ---------- |
| 11         | 2         | 0    | 9        | 194       | 256         | -62        |

### États-Unis
| Rencontres | Victoires | Nuls | Défaites | Buts pour | Buts contre | Différence |
| ---------- | --------- | ---- | -------- | --------- | ----------- | ---------- |
| 2          | 1         | 0    | 1        | 46        | 44          | +2         |

### Éthiopie
| Rencontres | Victoires | Nuls | Défaites | Buts pour | Buts contre | Différence |
| ---------- | --------- | ---- | -------- | --------- | ----------- | ---------- |
| 1          | 1         | 0    | 0        | 30        | 8           | +22        |

## F

### France
| Rencontres | Victoires | Nuls | Défaites | Buts pour | Buts contre | Différence |
| ---------- | --------- | ---- | -------- | --------- | ----------- | ---------- |
| 27         | 4         | 2    | 21       | 517       | 605         | -88        |

## G

### Grèce
| Rencontres | Victoires | Nuls | Défaites | Buts pour | Buts contre | Différence |
| ---------- | --------- | ---- | -------- | --------- | ----------- | ---------- |
| 5          | 4         | 0    | 1        | 142       | 113         | +29        |

### Gabon
| Rencontres | Victoires | Nuls | Défaites | Buts pour | Buts contre | Différence |
| ---------- | --------- | ---- | -------- | --------- | ----------- | ---------- |
| 7          | 4         | 0    | 3        | 196       | 158         | +38        |

### Ghana
| Rencontres | Victoires | Nuls | Défaites | Buts pour | Buts contre | Différence |
| ---------- | --------- | ---- | -------- | --------- | ----------- | ---------- |
| 3          | 3         | 0    | 0        | 87        | 42          | +45        |

### Guinée
| Rencontres | Victoires | Nuls | Défaites | Buts pour | Buts contre | Différence |
| ---------- | --------- | ---- | -------- | --------- | ----------- | ---------- |
| 5          | 4         | 0    | 1        | 148       | 102         | +46        |

## H

### Hongrie
| Rencontres | Victoires | Nuls | Défaites | Buts pour | Buts contre | Différence |
| ---------- | --------- | ---- | -------- | --------- | ----------- | ---------- |
| 5          | 0         | 0    | 5        | 91        | 134         | -43        |

## I

### Irak
| Rencontres | Victoires | Nuls | Défaites | Buts pour | Buts contre | Différence |
| ---------- | --------- | ---- | -------- | --------- | ----------- | ---------- |
| 1          | 0         | 0    | 1        | 22        | 27          | -5         |

### Islande
| Rencontres | Victoires | Nuls | Défaites | Buts pour | Buts contre | Différence |
| ---------- | --------- | ---- | -------- | --------- | ----------- | ---------- |
| 6          | 0         | 1    | 5        | 131       | 173         | -42        |

### Italie
| Rencontres | Victoires | Nuls | Défaites | Buts pour | Buts contre | Différence |
| ---------- | --------- | ---- | -------- | --------- | ----------- | ---------- |
| 10         | 7         | 0    | 3        | 218       | 200         | +18        |

## J

### Japon
| Rencontres | Victoires | Nuls | Défaites | Buts pour | Buts contre | Différence |
| ---------- | --------- | ---- | -------- | --------- | ----------- | ---------- |
| 7          | 2         | 0    | 5        | 147       | 164         | -17        |

## K

### Kenya
| Rencontres | Victoires | Nuls | Défaites | Buts pour | Buts contre | Différence |
| ---------- | --------- | ---- | -------- | --------- | ----------- | ---------- |
| 1          | 1         | 0    | 0        | 51        | 18          | +33        |

### Koweït
| Rencontres | Victoires | Nuls | Défaites | Buts pour | Buts contre | Différence |
| ---------- | --------- | ---- | -------- | --------- | ----------- | ---------- |
| 5          | 3         | 0    | 2        | 141       | 119         | +22        |

## L

### Libye
| Rencontres | Victoires | Nuls | Défaites | Buts pour | Buts contre | Différence |
| ---------- | --------- | ---- | -------- | --------- | ----------- | ---------- |
| 2          | 2         | 0    | 0        | 59        | 33          | +26        |

### Lituanie
| Rencontres | Victoires | Nuls | Défaites | Buts pour | Buts contre | Différence |
| ---------- | --------- | ---- | -------- | --------- | ----------- | ---------- |
| 1          | 0         | 1    | 0        | 19        | 19          | 0          |

## M

### Macédoine du Nord
| Rencontres | Victoires | Nuls | Défaites | Buts pour | Buts contre | Différence |
| ---------- | --------- | ---- | -------- | --------- | ----------- | ---------- |
| 7          | 0         | 1    | 6        | 171       | 214         | -43        |

### Madagascar
| Rencontres | Victoires | Nuls | Défaites | Buts pour | Buts contre | Différence |
| ---------- | --------- | ---- | -------- | --------- | ----------- | ---------- |
| 1          | 1         | 0    | 0        | 28        | 14          | +14        |

### Maroc
| Rencontres | Victoires | Nuls | Défaites | Buts pour | Buts contre | Différence |
| ---------- | --------- | ---- | -------- | --------- | ----------- | ---------- |
| 27         | 20        | 2    | 5        | 610       | 492         | +118       |

### Mozambique
| Rencontres | Victoires | Nuls | Défaites | Buts pour | Buts contre | Différence |
| ---------- | --------- | ---- | -------- | --------- | ----------- | ---------- |
| 1          | 1         | 0    | 0        | 36        | 16          | +20        |

## N

### Nigeria
| Rencontres | Victoires | Nuls | Défaites | Buts pour | Buts contre | Différence |
| ---------- | --------- | ---- | -------- | --------- | ----------- | ---------- |
| 11         | 11        | 0    | 0        | 279       | 192         | +87        |

### Norvège
| Rencontres | Victoires | Nuls | Défaites | Buts pour | Buts contre | Différence |
| ---------- | --------- | ---- | -------- | --------- | ----------- | ---------- |
| 1          | 0         | 0    | 1        | 23        | 36          | -13        |

## P

### Pakistan
| Rencontres | Victoires | Nuls | Défaites | Buts pour | Buts contre | Différence |
| ---------- | --------- | ---- | -------- | --------- | ----------- | ---------- |
| 1          | 1         | 0    | 0        | 47        | 24          | +13        |

### Portugal
| Rencontres | Victoires | Nuls | Défaites | Buts pour | Buts contre | Différence |
| ---------- | --------- | ---- | -------- | --------- | ----------- | ---------- |
| 3          | 1         | 0    | 2        | 74        | 79          | -5         |

### Pologne
| Rencontres | Victoires | Nuls | Défaites | Buts pour | Buts contre | Différence |
| ---------- | --------- | ---- | -------- | --------- | ----------- | ---------- |
| 4          | 0         | 0    | 4        | 104       | 133         | -29        |

## Q

### Qatar
| Rencontres | Victoires | Nuls | Défaites | Buts pour | Buts contre | Différence |
| ---------- | --------- | ---- | -------- | --------- | ----------- | ---------- |
| 1          | 0         | 0    | 1        | 24        | 29          | -5         |

## R

### RD Congo
| Rencontres | Victoires | Nuls | Défaites | Buts pour | Buts contre | Différence |
| ---------- | --------- | ---- | -------- | --------- | ----------- | ---------- |
| 13         | 12        | 1    | 0        | 389       | 271         | +118       |

### Rép. tchèque
| Rencontres | Victoires | Nuls | Défaites | Buts pour | Buts contre | Différence |
| ---------- | --------- | ---- | -------- | --------- | ----------- | ---------- |
| 2          | 0         | 1    | 1        | 49        | 65          | -16        |

### Roumanie
| Rencontres | Victoires | Nuls | Défaites | Buts pour | Buts contre | Différence |
| ---------- | --------- | ---- | -------- | --------- | ----------- | ---------- |
| 5          | 2         | 0    | 3        | 92        | 108         | -16        |

### Russie
| Rencontres | Victoires | Nuls | Défaites | Buts pour | Buts contre | Différence |
| ---------- | --------- | ---- | -------- | --------- | ----------- | ---------- |
| 3          | 0         | 0    | 3        | 62        | 96          | -34        |

## S

### Sénégal
| Rencontres | Victoires | Nuls | Défaites | Buts pour | Buts contre | Différence |
| ---------- | --------- | ---- | -------- | --------- | ----------- | ---------- |
| 13         | 13        | 0    | 0        | 327       | 237         | +90        |

### Serbie
| Rencontres | Victoires | Nuls | Défaites | Buts pour | Buts contre | Différence |
| ---------- | --------- | ---- | -------- | --------- | ----------- | ---------- |
| 6          | 1         | 0    | 5        | 149       | 179         | -30        |

### Slovénie
| Rencontres | Victoires | Nuls | Défaites | Buts pour | Buts contre | Différence |
| ---------- | --------- | ---- | -------- | --------- | ----------- | ---------- |
| 3          | 0         | 0    | 3        | 80        | 104         | -24        |

### Soudan
| Rencontres | Victoires | Nuls | Défaites | Buts pour | Buts contre | Différence |
| ---------- | --------- | ---- | -------- | --------- | ----------- | ---------- |
| 1          | 1         | 0    | 0        | 44        | 7           | +37        |

### Suède
| Rencontres | Victoires | Nuls | Défaites | Buts pour | Buts contre | Différence |
| ---------- | --------- | ---- | -------- | --------- | ----------- | ---------- |
| 8          | 0         | 0    | 8        | 162       | 219         | -57        |

### Suisse
| Rencontres | Victoires | Nuls | Défaites | Buts pour | Buts centro | Différence |
| ---------- | --------- | ---- | -------- | --------- | ----------- | ---------- |
| 4          | 0         | 0    | 4        | 78        | 94          | -16        |

### Syrie
| Rencontres | Victoires | Nuls | Défaites | Buts pour | Buts contre | Différence |
| ---------- | --------- | ---- | -------- | --------- | ----------- | ---------- |
| 3          | 3         | 0    | 0        | 79        | 63          | +16        |

## T

### Togo
| Rencontres | Victoires | Nuls | Défaites | Buts pour | Buts contre | Différence |
| ---------- | --------- | ---- | -------- | --------- | ----------- | ---------- |
| 3          | 3         | 0    | 0        | 77        | 60          | +17        |

### Turquie
| Rencontres | Victoires | Nuls | Défaites | Buts pour | Buts contre | Différence |
| ---------- | --------- | ---- | -------- | --------- | ----------- | ---------- |
| 7          | 4         | 1    | 2        | 192       | 160         | +32        |

### Tunisie
| Rencontres | Victoires | Nuls | Défaites | Buts pour | Buts contre | Différence |
| ---------- | --------- | ---- | -------- | --------- | ----------- | ---------- |
| 47         | 19        | 4    | 24       | 940       | 1018        | -78        |

## U

### Uruguay
| Rencontres | Victoires | Nuls | Défaites | Buts pour | Buts contre | Différence |
| ---------- | --------- | ---- | -------- | --------- | ----------- | ---------- |
| 1          | 1         | 0    | 0        | 34        | 33          | +1         |

## Z

### Zambie
| Rencontres | Victoires | Nuls | Défaites | Buts pour | Buts contre | Différence |
| ---------- | --------- | ---- | -------- | --------- | ----------- | ---------- |
| 1          | 1         | 0    | 0        | 34        | 9           | +25        |

## Liste des matchs contre des sélections n'existant plus

### Allemagne de l'Est
| Rencontres | Victoires | Nuls | Défaites | Buts pour | Buts contre | Différence |
| ---------- | --------- | ---- | -------- | --------- | ----------- | ---------- |
| 5          | 0         | 0    | 5        | 66        | 149         | -83        |

### Tchécoslovaquie
| Rencontres | Victoires | Nuls | Défaites | Buts pour | Buts contre | Différence |
| ---------- | --------- | ---- | -------- | --------- | ----------- | ---------- |
| 3          | 0         | 0    | 3        | 32        | 68          | -36        |

### Union soviétique
| Rencontres | Victoires | Nuls | Défaites | Buts pour | Buts contre | Différence |
| ---------- | --------- | ---- | -------- | --------- | ----------- | ---------- |
| 3          | 0         | 0    | 3        | 30        | 71          | -41        |

### Yougoslavie
| Rencontres | Victoires | Nuls | Défaites | Buts pour | Buts contre | Différence |
| ---------- | --------- | ---- | -------- | --------- | ----------- | ---------- |
| 9          | 0         | 0    | 9        | 153       | 238         | -85        |

### Ouvrage de référence
- Hamid Grine, L'almanach du sport algérien, ANEP Editions, 1990, 589 p. (présentation en ligne).

### Autres références
1. ↑  « Match Algérie-Allemagne », sur eurohandball.com, 1995 (consulté le 25 janvier 2017).
2. ↑  « Match Algérie-Allemagne », sur eurohandball.com, 1996 (consulté le 25 janvier 2017).
3. ↑  « Match Algérie-Allemagne », sur eurohandball.com, 1999 (consulté le 25 janvier 2017).
4. ↑  « Match Algérie-Arabie Saoudite », sur eurohandball.com, 1997 (consulté le 19 mai 1997).
5. ↑  « Match Algérie-Arabie Saoudite », sur ihf.info, 2013 (consulté le 22 janvier 2017).
6. ↑  « Match Algérie-Arabie Saoudite », sur ihf.info, 2015 (consulté le 11 janvier 2015).
7. ↑  « Match Algérie-Argentine », sur eurohandball.com, 1999 (consulté le 4 juin 1999).
8. ↑  « Match Algérie-Argentine », sur handzone.net, 2001 (consulté le 27 janvier 2001).
9. ↑  « Match Algérie-Argentine », sur ihf.info, 2013 (consulté le 22 janvier 2017).
10. ↑  « Match Algérie-Australie », sur ihf.info, 2011 (consulté le 14 janvier 2014).
11. ↑  « Match Algérie-Australie », sur ihf.info, 2013 (consulté le 11 janvier 2014).
12. ↑  « Match Algérie-Brésil », sur eurohandball.com, 1996 (consulté le 25 janvier 2017).
13. ↑  « Match Algérie-Brésil », sur handzone.net, 2001 (consulté le 28 janvier 2001).
14. ↑  « Match Algérie-Brésil », sur eurohandball.com, 2003 (consulté le 25 janvier 2017).
15. ↑  « Match Algérie-Chili », sur ihf.info, 2015 (consulté le 11 janvier 2015).
16. ↑  « Match Algérie-Corée du Sud », sur eurohandball.com, 1995 (consulté le 25 janvier 2017).
17. ↑  « Match Algérie-Corée du Sud », sur ihf.info, 2011 (consulté le 22 janvier 2017).
18. ↑  « Match Algérie-Croatie », sur ihf.info, 2011 (consulté le 14 janvier 2014).
19. ↑  « Match Algérie-Croatie », sur ihf.info, 2013 (consulté le 11 janvier 2014).
20. ↑  « Match Algérie-Danemark », sur eurohandball.com, 1995 (consulté le 25 janvier 2017).
21. ↑  « Match Algérie-Danemark », sur eurohandball.com, 1999 (consulté le 3 juin 1999).
22. ↑  « Match Algérie-Danemark », sur eurohandball.com, 2003 (consulté le 25 janvier 2017).
23. ↑  « Match Algérie-Danemark », sur ihf.info, 2011 (consulté le 14 janvier 2014).
24. ↑  « Match Algérie-Égypte », sur eurohandball.com, 1996 (consulté le 25 janvier 2017).
25. ↑  « Match Algérie-Égypte », sur handzone.net, 2001 (consulté le 31 janvier 2001).
26. ↑  « Match Algérie-Égypte », sur eurohandball.com, 2003 (consulté le 25 janvier 2017).
27. ↑  « Match Algérie-Égypte », sur ihf.info, 2013 (consulté le 11 janvier 2014).
28. ↑  « Match Algérie-Égypte », sur ihf.info, 2015 (consulté le 11 janvier 2015).
29. ↑  « Match Algérie-Espagne », sur eurohandball.com, 1996 (consulté le 25 janvier 2017).
30. ↑  « Match Algérie-Espagne », sur eurohandball.com, 1999 (consulté le 2 juin 1999).
31. ↑  « Match Algérie-Espagne », sur ihf.info, 2012 (consulté le 7 avril 2012).
32. ↑  « Match Algérie-Espagne », sur ihf.info, 2013 (consulté le 11 janvier 2014).
33. ↑  « Match Algérie-États-Unis », sur eurohandball.com, 1996 (consulté le 25 janvier 2017).
34. ↑  France-Algérie 24/02/1975, d’après « Hand-ball : bulletin fédéral n°111 », FFHB, février 1975 (consulté le 19 avril 2020).
35. 1 2  France-Algérie 1 & 3/04/1975, d’après « Hand-ball : bulletin fédéral n°113 », FFHB, avril 1975 (consulté le 19 avril 2020).
36. ↑  France-Algérie 30/09/1979, d’après « Hand-ball : bulletin fédéral n°154 », FFHB, septembre 1979 (consulté le 19 avril 2020).
37. ↑  France-Algérie 12/9/1983, d’après « Hand-ball : bulletin fédéral n°198 », FFHB, mars 1984 (consulté le 19 avril 2020).
38. ↑  France-Algérie décembre 1983, d’après « Hand-ball : bulletin fédéral n°197 », FFHB, janvier 1984 (consulté le 19 avril 2020).
39. ↑  France-Algérie décembre 1986, d’après « Hand-ball : bulletin fédéral n°225 », FFHB, janvier 1987 (consulté le 19 avril 2020).
40. 1 2  « Ce qu'ils ont déjà fait : Jeux méditerranéens à Lattaquié (Syrie) », Hand-ball : bulletin fédéral n°237, mars 1988.
41. ↑  France-Algérie 18/12/1987, d’après « Hand-ball : bulletin fédéral n°235 », FFHB, janvier 1987 (consulté le 19 avril 2020).
42. ↑  France-Algérie juillet 1988, d’après « Hand-ball : bulletin fédéral n°242 », FFHB, août 1988 (consulté le 19 avril 2020).
43. ↑  France-Algérie janvier 1990, d’après « Hand-ball : bulletin fédéral n°242 », FFHB, août 1988 (consulté le 19 avril 2020).
44. ↑  « Algérie - Les cinq dernières rencontres officielles entre la France et l'Algérie », Hand mag, FFHB, juillet 1996 (consulté le 19 avril 2020).
45. ↑  El Moudjahid du samedi 13 juillet 1991, page 3 du supplément sports.
46. ↑  Algérie-France 25/07/1996
47. 1 2 3  « Algérie-France, présentation CM 2021 », FFHB.
48. ↑  « Algérie-France 23/01/2001 », sur handzone.net, 23 janvier 2001 (consulté le 19 avril 2020).
49. ↑  Algérie-France 22/01/2015
50. ↑  « Match France-Algérie », sur ihf.info, 2021 (consulté le 20 janvier 2021).
51. 1 2  (en) « Tournoi de qualification africain », sur todor66.com.
52. ↑  « Match Algérie-Hongrie », sur ihf.info, 2013 (consulté le 11 janvier 2014).
53. ↑  « Match Algérie-Islande », sur eurohandball.com, 1997 (consulté le 18 mai 1997).
54. ↑  « Match Algérie-Islande », sur ihf.info, 2005 (consulté le 11 janvier 2005).
55. ↑  « Match Algérie-Islande », sur ihf.info, 2015 (consulté le 11 janvier 2015).
56. ↑  « Match Algérie-Islande », sur ihf.info, 2021 (consulté le 17 janvier 2021).
57. ↑  « Match Algérie-Japon », sur eurohandball.com, 1995 (consulté le 25 janvier 2017).
58. ↑  « Match Algérie-Japon », sur eurohandball.com, 1997 (consulté le 24 mai 1997).
59. ↑  « Match Algérie-Japon », sur ihf.info, 2011 (consulté le 22 janvier 2017).
60. ↑  « Match Algérie-Koweït », sur handzone.net, 2001 (consulté le 25 janvier 2001).
61. ↑  « Match Algérie-Koweït », sur ihf.info, 2005 (consulté le 11 janvier 2005).
62. ↑  « Match Algérie-Lituanie », sur eurohandball.com, 1997 (consulté le 22 mai 1997).
63. ↑  « Algérie-Maroc, Championnat du monde 1999 », sur eurohandball.com, 7 juin 1999 (consulté le 15 septembre 2020).
64. ↑  « Match Portugal-Algérie », sur ihf.info, 2021 (consulté le 20 janvier 2021).
65. ↑  « Match Algérie-Pologne », sur ihf.info, 2012 (consulté le 6 avril 2012).
66. ↑  « Match Algérie-République tchèque », sur ihf.info, 2005 (consulté le 11 janvier 2005).
67. ↑  « Match Algérie-République tchèque », sur ihf.info, 2015 (consulté le 11 janvier 2015).
68. ↑  « Match Algérie-Roumanie », sur eurohandball.com, 1995 (consulté le 25 janvier 2017).
69. ↑  « Match Algérie-Roumanie », sur ihf.info, 2011 (consulté le 14 janvier 2014).
70. ↑  « Match Algérie-Russie », sur ihf.info, 2005 (consulté le 11 janvier 2005).
71. ↑  « Match Algérie-Serbie », sur ihf.info, 2011 (consulté le 14 janvier 2014).
72. ↑  « Match Algérie-Serbie », sur ihf.info, 2012 (consulté le 8 avril 2012).
73. ↑  « Match Algérie-Slovénie », sur eurohandball.com, 2003 (consulté le 25 janvier 2017).
74. ↑  « Match Algérie-Slovénie », sur ihf.info, 2005 (consulté le 11 janvier 2005).
75. ↑  « Match Algérie-Suède », sur eurohandball.com, 1995 (consulté le 25 janvier 2017).
76. ↑  « Match Algérie-Suède », sur eurohandball.com, 2003 (consulté le 25 janvier 2017).
77. ↑  « Match Algérie-Suède », sur ihf.info, 2015 (consulté le 11 janvier 2015).
78. ↑  « Liste des matchs de l'équipe de Suisse masculine de handball par adversaire » , Fédération suisse de handball (consulté le 7 février 2022).
79. ↑  Collectif, L'almanach du sport algérien, t. 1, Alger, ANEP, 1990, p. 554.
80. 1 2  Collectif 1990, p. 350.
81. ↑  Collectif 1990, p. 372.
82. 1 2  Collectif 1990, p. 547.
83. ↑  « Match Algérie-Tunisie », sur eurohandball.com, 1999 (consulté le 6 juin 1999).
84. ↑  « Match Algérie-Tunisie », sur handzone, 2014 (consulté le 26 janvier 2017).
85. ↑  « Match Algérie-Yougoslavie », sur eurohandball.com, 1997 (consulté le 25 mai 1997).
86. ↑  « Match Algérie-Yougoslavie », sur handzone.net, 2001 (consulté le 24 janvier 2001).